# Zomer te Ter-Muren
Zomer te Ter-Muren (ondertitel: Het 2de boek over de Kapellekensbaan) is een roman uit 1956 van de Vlaamse schrijver Louis Paul Boon. Hij vormt het vervolg op De Kapellekensbaan. Ondine maakt samen met haar echtgenoot Oskarke en haar broer Valeer de eerste helft van de twintigste eeuw mee. De personages in de Wereld-van-nu geven hier commentaar op. Een derde verhaallijn gaat over de achttiende-eeuwse rebel Jan de Lichte. Belangrijke thema's zijn de evolutie van het socialisme, het schrijfproces op zich en het verval van het geloof in idealen. Het boek is opgedragen aan de enkeling in deze wereld van barbaren.
Boon zelf zei over dit boek: "Ik voelde me bij het schrijven ervan als op vleugelen naar de top gevoerd. Nog steeds kan ik de roman over Ondine en haar dochters, en de anti-roman over Tippetotje in het bos, niet herlezen zonder me af te vragen wie me bij het schrijven ervan de hand heeft vastgenomen en gezegd heeft: Kom sukkeltje, ik zal je wat helpen. In De Kapellekensbaan leeft het dromerige Ondineke, maar in Zomer te Ter-Muren leeft het wijf Ondine, die honderdmaal groter, duivelser en menselijker is geworden."

## Vorm
Boon hanteert dezelfde vorm als in De Kapellekensbaan: een aaneenrijging van stukjes van één à twee bladzijden, al komen er tegen het einde enkele langere stukken. Dit zijn de drie grote verhaallijnen:
- De overkoepelende verhaallijn speelt zich af in het heden, de wereld van nu. Boontje ("ge") schrijft verder aan zijn roman over Ondine. Hierbij wordt hij onderbroken door zijn kennissen, die geregeld met hun eigen teksten aan komen draven.
- Het verhaal van madame Ondine, zoals ze tot haar trots eenmaal aangesproken wordt door Achille Derenancourt. Deze cursieve tekst, geschreven door verteller Boontje, vormt een roman-in-de-roman.
- Het verhaal van Jan de Lichte. Enkele stukjes hiervan worden geschreven door Johan Janssens. Daarnaast brengt Tolfpoets mondeling verslag uit over zijn eigen onderzoek naar de historische Jan de Lichte. Hij wordt opgevoerd als een voorbeeld van een enkeling die in opstand komt tegen de maatschappij. Hij eindigt echter in de gevangenis. Boon zou zijn werk aan Zomer te Ter-Muren onderbreken om dit thema tot een zelfstandige roman uit te werken: De bende van Jan de Lichte.

Boon en zijn personages geven voortdurend commentaar op het schrijfproces. Dit blijkt ook uit de titels van de hoofdstukken: 
- 1. Het eerste hoofdstuk met als titel deze ietwat zonderlinge gedachte van Ondine: alleen het kleine kostbare ogenblik telt
- 2. Een nieuw hoofdstuk, maar welke titel moeten wij het geven? Misschien de stuntelige woorden van valeer: uw geluk, dat is iets waar ge moet om vechten
- 3. Een kleine vergissing tussen miljoenen andere
- 4. Vierde en laatste hoofdstuk: wij, enkelen, in een wereld van barbaren.
- 5. Alhoewel ons boek een einde heeft genomen, een definitief einde - schrijven wij, over de grenzen heen, nog een laatste hoofdstuk: deemstering over het bos.

## Wereld van nu
De overkoepelende verhaallijn speelt zich in het heden af. Verwarrend genoeg veranderen sommige personages tijdelijk van naam, omdat Johan Janssens nu voor een ander weekblad schrijft. 
- Boontje, de met "ge" aangeduide verteller, schrijft verder aan de roman-in-de-roman over Madame Ondine. Tegen het einde verhuist hij naar zijn nieuwe huis Isengrim, zoals de echte Louis Paul Boon.
- Johan Janssens (Amadeus Mottebol) schrijft stukjes over Jan de Lichte. Hij hoort noch bij de socialisten ("rozerood"), noch bij de ultramarxisten ("klaprozerood"). Hij schrijft ook gedichten voor de arbeider, de held van de nieuwe eeuw, maar hierin zijn noch de intellectuelen noch de arbeider zelf geïnteresseerd.
- Monsieur Colson van tminnesterie (meneerke Brys, niet te verwarren met dat andere meneerke Brys uit de tijd van Ondineke) stelt een roman samen met foto's en onderschriften uit kranten, om een waarheidsgetrouw beeld te schetsen van de wereld van nu.
- De kantieke schoolmeester (meester Oedenmaeckers) stelt de zin van Boontjes roman in vraag. Hij heeft een stuk van een weide gekocht.
- Tippetotje de schilderes schrijft brieven vanuit Brussel, waar ze aan de zijde van haar baron leeft.
- Kramiek is de enige die wel goed functioneert in de moderne maatschappij, een kleinburgerlijk type.
- Tolfpoets (Polpoets) is een lichtzinnige villabewoner die voor de liberalen stemt.
- Professor Spothuyzen geeft voordrachten over Hamlet en China.

## Madame Ondine
Op het einde van De Kapellekensbaan was Ondineke volwassen geworden en getrouwd met de simpele volksjongen Oscarke Schatt. In Zomer te Ter-Muren stappen zij de twintigste eeuw binnen.
Ondine en Oscarke huren een kamer boven het café der eerste vuile huizen. Na een tijdje gaat Ondine ook het café zelf uitbaten. Ze krijgen samen zes kinderen. De oudste, Judith, is in haar moeders ogen niet belangrijk. Ze ligt in een hoekje te huilen terwijl Ondine het café uitbaat. Hun zoon Leopold ontpopt zich tot kruimeldief. Het derde kind heet Mariette. Het vierde krijgt een dubbele naam, Marie-Louise, omdat dit in de mode is bij de burgerij. Ze heeft een geknakte ruggengraat en sterft jong. Mauriske is het favoriete kind van Ondine, het enige waar ze veel aandacht aan besteedt. Het jongste kind heet Albertje.
Achille Derenancourt heeft de garenfabriek van de Filature van zijn vader geërfd, en schopt het tot burgemeester. Tot Ondines trots spreekt hij haar eenmaal aan als madame Ondine. Tegen het einde van het verhaal zal hij haar echter niet meer herkennen. Achilles aan lager wal geraakte broer Norbert organiseert een seance in Ondines café.
Ondine wordt een dik wijf met een breuk die volgens dokter Goethals niet geopereerd moet worden. Oscarke gaat in Brussel werken als steenkapper. Daar voelt hij zich aangetrokken tot Jeannineke, de minderjarige dochter van zijn werkgever.
Tijdens de Eerste Wereldoorlog helpt Oscarke een park aanleggen in Ter-Muren. Om geen huur meer te moeten betalen, verhuist het gezin naar een van de eerste vuile huizen van de Kapellekensbaan.  Oscarke, die eerder al de herbergiersdochter Rosa op zijn knie liet zitten, begint een buitenechtelijke relatie met Malvine, de schele vrouw van de nieuwe huisbaas. Oscarke laat Rosa, de dochter van de herberg, op zijn knie zitten. Ondines broer Valeer wordt soldaat. Hij krijgt een longziekte ten gevolge van een gasaanval.
Na de oorlog heeft Ondine spijt dat ze niet gesmokkeld heeft om rijk te worden, zoals bijvoorbeeld haar nicht Marie in Brussel, die nu een auto heeft. kent Oscarke even succes als beeldhouwer, totdat een "echte" beeldhouwer wat dingen aan zijn beelden verandert en er zijn eigen naam in kapt. Ondines vader Vapeur werkt aan een machine voor aan de onbewaakte overwegen. Een dokter stelt vast dat hij aan waanideeën lijdt. Een Amerikaan bouwt een nieuw café, de Ohio. Daar hangt Mariette de slet uit en slaan Ondine en Oscarke de boel aan stukken, wat tot een proces leidt.
Zijdelings bij het verhaal betrokken is de familie Boone.  Zijn zoon Boone schildert eerst koetsen en dan auto's. Hij kan de concurrentie echter niet aan met de machinale spuiten. Wanneer zijn vader verkozen worden als eerste socialistische burgemeester, krijgt hij een baantje als toezichter bij openbare werken. Zijn zoontje Lowieke Boone heeft een slingervoetje, maar dat wordt met succes behandeld. Lowieke heeft de gewoonte al wat hij meemaakt rond te vertellen, maar meestal is niemand geïnteresseerd. (Lowieke Boone is natuurlijk Boontje zelf, maar de grootvader van Louis Paul Boon was niet echt burgemeester.)
Financieel gaat het het gezin Schatt zelden voor de wind. Wanneer haar moeder Zulma gestorven is, vindt ze tot haar grote ontgoocheling geen geld; ze kijkt zelfs onder het lijk. Ondines kinderen willen niet veel van haar weten. Judith wordtwinkeljuffrouw en breekt een tijdje met Ondine. Dat komt echter goed, en Judith gaat regelmatig naar de Kapellekensbaan om de vloer te kuisen. Leopold verliest een paar vingers in een verouderde machine. Mariette wordt een slet met de bijnaam Miss Ter-Muren. Wanneer ze ongewenst zwanger raakt, probeert ze zonder succes de rijke jongen Henry Van Wesenborgh met het vaderschap op te zadelen. Het kind krijgt ook de naam Henry, maar om een schandaal te vermijden zijn Ondine en Oscarke de officiële ouders. De baby sterft. Mauriske raadt Mariette aan te trouwen met een rijke boer, maar begint zelf een incestueuze relatie met haar. Albertje, de jongste, wordt fascist.
Tijdens de Tweede Wereldoorlog ondergaat Ondine gelaten haar lot. Ze heeft de moed niet meer om nog veel te ondernemen, en beseft dat er van haar jeugddromen - toen ze zich de ongekroonde koningin van Ter-Muren waande - niet veel in huis zal komen. Ze vraagt zich af wat er eerst zal eindigen: de oorlog of haar leven.

## Stijl en thematiek
Deze roman is een voortzetting van De Kapellekensbaan. Boon stelt voortdurend de zin van het schrijven in vraag. Hij wil definitief breken met de romantiek.
Boontje voelt zich een Griek in een wereld van barbaren. Hij gelooft dat de wereld wel kan veranderen, maar nooit echt verbeteren. Dit verval van geloof in idealen en morele waarden is kenmerkend voor het nihilisme.

## Kritiek
De reacties waren minder geschokt dan na De Kapellekensbaan. De recensenten begonnen stilaan aan Boons onconventionele stijl gewend te raken. Zoals gebruikelijk reageerde het katholieke kamp negatief, en het socialistische positief.
Paul Hardy van de Gazet van Antwerpen achtte het boek absoluut niet geschikt voor katholieke lezers, maar een volstrekt anti-humaan boek wilde hij het toch ook niet noemen. Boons masker van bitterheid vertoont immers "gaten waardoor men de meewarige blik ziet schemeren van de romanticus met zijn moe en gekloven en verrafeld hart, die in de grond hunkert naar een betere wereld".
Jan Walravens in De Vlaamse Gids: "Een boek van 570 bladzijden, waaraan velen misschien niet zullen beginnen, maar dat voor enkelen, en wij weten dat hun aantal gedurig aangroeit, weinig minder dan een bijbel mag heten, een werkelijk reservaat, maar niet alleen van uitgelezen specimen, maar ook van ongedierte en verderf."

## Verwijzingen
1. ↑  Flaptekst van Louis Paul Boon, Zomer te Ter-Muren, Amsterdam 1995.
2. ↑  Kris Humbeeck & Bart Vanegeren, Het Spookt op de Kapellekensbaan!, nawoord in Louis Paul Boon, Zomer te Ter-Muren, Amsterdam, 1995.